# Кьюненен, Эндрю
Э́ндрю Фи́ллип Кьюне́нен (англ. Andrew Phillip Cunanan; 31 августа 1969 — 23 июля 1997) — американский серийный убийца, жертвами которого стали не менее пяти человек, включая модельера Джанни Версаче и девелопера недвижимости Ли Миглина, в трёхмесячный промежуток времени в середине 1997 года. Серия убийств Кьюненена закончилась 23 июля его самоубийством с помощью огнестрельного оружия. Ему было 27 лет.
В последние годы своей жизни Кьюненен не имел постоянной работы, и поэтому заводил отношения с состоятельными пожилыми мужчинами и тратил их деньги, стараясь впечатлить местное гей-сообщество.

## Ранние годы и образование
Младший из четырёх детей, Эндрю Филипп Кьюненен родился 31 августа 1969 года в Нэшнл-Сити, штат Калифорния, в семье Модесто Кьюненена (1930—2005), американца филиппинского происхождения, и Мэри Энн Шиллачи (1938—2012), американки итальянского происхождения. На момент рождения сына Модесто Кьюненен служил офицером в составе Военно-морских сил США в войне во Вьетнаме. После ухода с военно-морского флота он работал биржевым маклером. В юности Кьюненен жил в Боните, Калифорния, и посещал среднюю школу Бонита-Виста.
В 1981 году отец Кьюненена записал его в независимую дневную епископальную школу, расположенную в богатом районе Ла-Холья в Сан-Диего, где его сын встретился с лучшей подругой Элизабет Коут. В школе Кьюненена помнили как яркого и очень разговорчивого. Результат его тестирования на IQ был равен 142. Будучи подростком, он приобрел репутацию изощрённого лжеца, рассказывающего фантастические истории о его семье и личной жизни. Он также был искусен в изменении своей внешности в зависимости от того, как он чувствовал себя более привлекательным в данный момент. В старших классах за него проголосовали «с наименьшей вероятностью его забудут».
В 1988 году, когда Эндрю было 19 лет, Модесто бросил свою семью и переехал на Филиппины, чтобы избежать ареста за растрату. В том же году Кьюненен, который в старшей школе считался геем и даже тогда имел связи с состоятельными пожилыми мужчинами, начал посещать местные гей-клубы и рестораны. Тогда его глубоко религиозная мать, Мэри Энн, узнала, что он был геем.
Во время ссоры Кьюненен толкнул мать, она ударилась о стену и получила вывих плеча. Более поздняя проверка его поведения по отчётам показала, что он, возможно, страдал от асоциального расстройства личности. Ему было чуждо чувство раскаяния и сочувствия.
После окончания средней школы в 1987 году Кьюненен поступил в Калифорнийский университет в Сан-Диего, где изучал американскую историю. После двухлетнего отъезда он поселился в районе Кастро в Сан-Франциско и переехал к Элизабет Коут и её парню Филу Мерриллу.

## Убийства

### Джеффри Трэйл
Серия убийств Кьюненена началась 27 апреля 1997 года в Миннеаполисе, с убийства его близкого друга Джеффри Трэйла, бывшего офицера Военно-морских сил США и продавца пропана. В ходе ссоры Кьюненен забил Трэйла до смерти столярным молотком, после чего оставил его тело свёрнутым в ковре в квартире архитектора Дэвида Мэдсона.

### Дэвид Мэдсон
Мэдсон, ранее состоявший с Кьюнененом в романтических отношениях, стал его второй жертвой; 29 апреля 1997-го его тело было найдено на восточном берегу озера Раш неподалёку от Раш-Сити, Миннесота, с огнестрельными ранениями головы, произведенными пистолетом, украденным Кьюнененом из дома его первой жертвы, Джеффри Трэйла.

### Ли Миглин
Следующей жертвой Кьюненена стал 72-летний девелопер недвижимости Ли Миглин, убитый 4 мая 1997 года. Его тело было найдено с обмотанными скотчем руками, ногами и головой, после чего он получил более 20 ударов отверткой, а его горло было разрезано ножовкой. После убийства Миглина Кьюненен вошёл в список Десяти наиболее разыскиваемых ФБР беглецов, где стал 449 беглецом.

### Уильям Риз
Пять дней спустя Кьюненен, взявший машину Миглина, нашёл свою четвёртую жертву в Пейнсвилле, Нью-Джерси. Кьюненен застрелил 45-летнего сторожа Уильяма Риза, после чего украл его красный пикап. Несмотря на то, что расследование было направлено на поиски украденного пикапа Риза, Кьюненен «прятался на виду» в Майами-Бич на протяжении двух месяцев. Он даже использовал своё собственное имя, когда закладывал украденный им предмет в ломбарде, зная о том, что полиция будет просматривать записи ломбардов.

### Джанни Версаче
15 июля 1997 года Кьюненен убил итальянского дизайнера Джанни Версаче, дважды выстрелив в него на ступенях его особняка в Майами-Бич. Свидетель предпринял попытку преследования Кьюненена, но не смог его поймать. Откликнувшаяся на вызов полиция нашла украденный у Риза пикап в ближайшем гараже, в котором была обнаружена одежда Кьюненена, поддельный паспорт и вырезки газет о совершённых им убийствах.

## Смерть
В спальне на верхнем этаже плавучего дома в Майами-Бич 23 июля 1997 года через восемь дней после убийства Версаче и с правоохранительными органами у него на хвосте Кьюненен покончил с собой выстрелом в рот. Кьюненен использовал полуавтоматический пистолет калибра 40 S&W Taurus PT92, который он украл у Джеффа Трейла, первой из его пяти жертв. Это же оружие он использовал для убийства Мэдсона, Риза и Версаче.

Останки Кьюненена похоронены в мавзолее на кладбище Святого Креста в Сан-Диего.

## Мотивы
Мотивация Кьюненена остается неизвестной. Сразу после его самоубийства было много спекуляций общественности и прессы на тему того, что он был ВИЧ-инфицированным; однако вскрытие показало, что он был ВИЧ-отрицательным.
Полиция обыскала плавучий дом, где умер Кьюненен — он не оставил никаких записок и личных вещей. Это удивило следователей, так как Кьюненен имел репутацию любителя приобретать дорогие вещи у богатых пожилых людей. Малое количество улик не могло помочь следствию — было обнаружены лишь несколько тюбиков с кремом гидрокортизона и довольно обширная коллекция художественной литературы К. С. Льюиса.

## В массовой культуре
- «Убийство Джанни Версаче: Американская история преступлений» (The Assassination of Gianni Versace: American Crime Story, 2018, актёр Даррен Крисс)[10]
- «Жертва гламура» (Fashion Victim, 2008, актёр Джонатон Трент)[11]
- «Убийство Версаче» (The Versace Murder, 1998, актёр Шейн Пердью)[12]
- «Дом Версаче» (House of Versace, 2013, актёр Люк Моррисон)[13]
- «Моя ночь с Эндрю Кьюнененом» (My Night with Andrew Cunanan, 2013, актёр Эдриан Бустаманте)[14]